# Guajira (półwysep)
Península de la Guajira – półwysep położony na granicy Kolumbii i Wenezueli, w prowincji Zulia. Większa część leży w Kolumbii, w prowincji Guajira. Znajduje się w pobliżu Oceanu Atlantyckiego; ma powierzchnię 14,6 tys. km².
Jest największym półwyspem Ameryki Południowej. Pokrywają go półpustynie. Na zachodnim wybrzeżu wydobywa się sól kamienną, półwysep zawiera także złoża węgla kamiennego. Głównym miastem jest miasto portowe Ríohacha.